# Gatsi und Gaim
Gatsi (georgisch გაცი) und Gaim (გაიმ; oder Ga, გა) waren laut mittelalterlichen georgischen Chroniken ein Götterpaar in einem vor-christlichen Pantheon im antiken Iberien, dem späteren Kartlien. Die georgische Hagiographie Das Leben der heiligen Nino erzählt, dass die Heilige bei ihrer Ankunft in der Stadt Mzcheta an den Seiten des Götterbildes des Hauptgottes Armazi die beiden Götter stehen sah: „Dort stand ein anderes Götzenbild, gemacht aus Gold, mit dem Gesicht eines Mannes. Sein Name war Gatsi und zur Linken war ein silbernes Götzenbild mit einem menschlichen Gesicht, dessen Name war Gaim“. In einer anderen Passage der Chronik wird berichtet, dass Gatsi und Ga(im) verehrt wurden, weil sie über „alle Geheimnisse/Rätsel“ herrschten.
Leider gibt es neben diesen georgischen Annalen keine ergänzenden zeitgenössischen und archäologischen Funde. Beide Gottheiten kamen demnach mit dem legendarischen Herrscher Azo aus dessen Heimat Arian-Kartli. Möglicherweise können sie als Versionen der phrygischen Gottheiten Attis und Kybele angesehen werden.